# Gordonia speciosa
Gordonia speciosa là một loài thực vật có hoa trong họ Theaceae. Loài này được (Gardner) Choisy mô tả khoa học đầu tiên năm 1855.